# Meigan Aronson
Meigan C. Aronson ist eine US-amerikanische Physikerin, Professorin und Dean der Faculty of Science an der University of British Columbia.

## Leben
Aronson erhielt ihren PhD. im Jahre 1988 an der University of Illinois in Urbana-Champaign. 1990 wurde sie Assistant Professor of Physics an der University of Michigan. Dort wurde sie 1996 zum Associate Professor und 2002 zum Full Professor befördert. 2004 bis 2007 hatte sie das Amt des Associate Dean for Natural Sciences beim College of Literature, Science, and Arts der University of Michigan inne. 2007 wurde sie Gruppenleiterin am Condensed Matter Physics and Materials Science Department des Brookhaven National Laboratory in New York und außerdem Professorin am Department of Physics and Astronomy der State University of New York (SUNY) in Stony Brook. Am 1. Oktober 2015 wurde sie Dean of Science der Texas A&M University und Professorin im dortigen Department of Physics and Astronomy. Seit Mitte 2018 ist sie Dean der Faculty of Science an der University of British Columbia in Vancouver, Kanada.
Aronson ist Mitglied des Board of Governors des Institute for Complex Adaptive Matter und Mitglied des Board of Trustees der Gordon Research Conferences. Zusätzlich ist sie Chair des External Advisory Committees des National High Magnetic Field Laboratory in Tallahassee, Florida (USA).

## Forschung
Im Zentrum von Meigan Aronsons Forschung stehen Schwerfermionen-Verbindungen, welche sie mit Hilfe von Messungen der Transport- und thermodynamischen Eigenschaften sowie Neutronenstreuung untersucht, zum Teil unter hohem hydrostatischen Druck. Weitere Forschungsthemen sind Ladungsdichtewellen und magnetische Nanoteilchen.

## Preise und Auszeichnungen
2000 wurde Aronson Fellow der American Physical Society (APS). Von 2010 bis 2015 war sie National Security Science and Engineering Faculty Fellow. 2018 wurde sie zum Fellow der Neutron Scattering Society of America.